# Hivange
Hivange är en ort i Luxemburg.   Den ligger i distriktet Luxemburg, i den sydvästra delen av landet, 14 kilometer väster om huvudstaden Luxemburg. Hivange ligger 338 meter över havet och antalet invånare är 119.
Terrängen runt Hivange är platt.  Runt Hivange är det tätbefolkat, med 427 invånare per kvadratkilometer.. Närmaste större samhälle är Luxemburg, 14,2 kilometer öster om Hivange. 
Omgivningarna runt Hivange är en mosaik av jordbruksmark och naturlig växtlighet.